# Zweipunktbarbe
Die Zweipunktbarbe (Pethia ticto; veraltete Synonyma: Puntius ticto, Barbus ticto) ist ein Süßwasserfisch aus der Familie der Karpfenfische (Cyprinidae). Ihr großes Verbreitungsgebiet umfasst den Indischen Subkontinent, Sri Lanka, Birma (Irrawaddy und Saluen) und Thailand (oberer Mae Nam Chao Phraya und oberer Mekong). Das Art-Epitheton ticto wurde nach einer einheimischen Bezeichnung („ticto-sophore“) vergeben.

## Merkmale
Die Zweipunktbarbe wird zehn Zentimeter lang. Ihr Körperbau ist typisch für kleine südasiatische Barben. Mit zunehmendem Alter werden die Fische hochrückiger. Ihr Rücken ist olivgrau bis grasgrün gefärbt, die Flanken sind silbrig, der Bauch weiß. Namensgebend ist der kleine, längliche, quer stehende dunkle Fleck über den Brustflossen und der größere, gold eingefasste Fleck oberhalb des Afterflossenendes auf dem Schwanzflossenstiel. Außerhalb der Laichzeit sind alle Flossen farblos bis leicht grünlich, Bauchflossen und Afterflosse werden zur Laichzeit rötlich. Die Männchen bekommen einen rehbraunen Bauch, das Auge wird oben blutrot. Die Rückenflosse ist meist am Rand schwarz getüpfelt. Die Seitenlinie ist kurz und erstreckt sich nur über 6 bis 12 Schuppen. Barteln fehlen.
- Flossenformel: Dorsale: 3/8; Anale: 2/5.
- Schuppenformel: mLR 23-26, SL 6-12.

## Lebensweise
Die Zweipunktbarbe lebt in Ufernähe in flachen, langsam fließenden Gewässern, meist mit schlammigem Grund. Sie ernährt sich von Krebstieren, Insekten und Plankton und sucht ihre Nahrung vor allem auf dem Gewässergrund. Bei der Fortpflanzung legt das Weibchen insgesamt etwa 150 Eier, die in einzelnen Portionen zu etwa 20 Eier abgelegt werden. Die Larven schlüpfen je nach Wassertemperatur nach 24 bis 30 Stunden und schwimmen nach vier bis fünf Tagen frei.

## Systematik
Die Zweipunktbarbe gehörte ursprünglich der Gattung Puntius an und dort zu der nach der Prachtbarbe benannten und etwa 20 nah verwandte Arten umfassenden P. conchonius-Artengruppe. Im Jahr 2012 wurde die Artengruppe unter dem Namen Pethia in den Gattungrang erhoben. Entsprechend ihrem großen Verbreitungsgebiet ist die Art variantenreich und es existieren zahlreiche unterschiedliche Farbmorphen. In letzter Zeit wurden einige, in Randgebieten Indiens vorkommende und bisher zu Pethia ticto gezählte Formen als eigenständige Arten beschrieben. Dazu zählen Pethia muvattupuzhaensis, Pethia nigripinnis und Pethia pookodensis.